# Anthony Andrews
Anthony Colin Gerald Andrews (født 12. januar 1948) er en engelsk skuespiller. Han er særligt kendt i rollen som Lord Sebastian Flyte i ITV-serien Brideshead Revisited (1981), som han vandt en Golden Globe og BAFTA for, og han blev også nomineret til en Emmy. Hans øvrige roller inkluderer Operation Daybreak (1975), Danger UXB (1979), Ivanhoe (1982) og The Scarlet Pimpernel (1982) og som Storbritanniens premierminister Stanley Baldwin i The King's Speech (2010).

## Filmografi

### Film
| År   | Titel                        | Rolle                       | Noter    |
| ---- | ---------------------------- | --------------------------- | -------- |
| 1972 | A War of Children            | Reg Hogg                    | TV film  |
| 1972 | A Day Out                    | Brothers                    | TV film  |
| 1973 | Take Me High                 | Hugo Flaxman                |          |
| 1974 | Percy's Progress             | Catchpole                   |          |
| 1975 | The Adolescents              | Jimmy                       |          |
| 1975 | Operation Daybreak           | Jozef Gabčík                |          |
| 1976 | Call Girl                    | Marcos                      |          |
| 1978 | Much Ado About Nothing       | Claudio                     | TV film  |
| 1981 | Mistress of Paradise         | Buckley                     | TV film  |
| 1982 | Ivanhoe                      | Wilfred of Ivanhoe          | TV film  |
| 1982 | La Ronde                     | The Young Gentleman         | TV film  |
| 1982 | The Scarlet Pimpernel        | Sir Percy Blakeney          | TV film  |
| 1983 | Sparkling Cyanide            | Tony Browne                 | TV film  |
| 1984 | Under the Volcano            | Hugh Firmin                 |          |
| 1985 | The Holcroft Covenant        | Johann von Tiebolt          |          |
| 1986 | The Second Victory           | Major Hanlon                |          |
| 1987 | The Lighthorsemen            | Major Richard Meinertzhagen |          |
| 1988 | Bluegrass                    | Michael Fitzgerald          | TV film  |
| 1988 | The Woman He Loved           | Prince of Wales             | TV film  |
| 1988 | Hanna's War                  | McCormack                   |          |
| 1990 | Hands of a Murderer          | Professor Moriarty          | TV film  |
| 1991 | Lost in Siberia              | Andrei Miller               |          |
| 1995 | Haunted                      | Robert Mariell              |          |
| 2000 | David Copperfield            | Edward Murdstone            | TV film  |
| 2007 | Last Night                   | Dad                         | Kortfilm |
| 2010 | The King's Speech            | Stanley Baldwin             |          |
| 2019 | The Professor and the Madman | Benjamin Jowett             |          |

### Tv
| År        | Titel                      | Rolle                            | Notet                                            |
| --------- | -------------------------- | -------------------------------- | ------------------------------------------------ |
| 1968      | The Wednesday Play         | Harry                            | Episode: "A Beast with Two Backs"                |
| 1972      | Dixon of Dock Green        | Paul Richards                    | Episode: "First Offenders"                       |
| 1972      | Doomwatch                  | Carlos                           | Episode: "Say Knife, Fat Man"                    |
| 1972      | Follyfoot                  | Lord Beck                        | Episode: "The Awakening"                         |
| 1972      | Thirty-Minute Theatre      | Michael Warren                   | Episode: "The Judge's Wife"                      |
| 1974      | The Fortunes of Nigel      | Sir Nigel Olifaunt               | Mini-series, 5 episodes                          |
| 1974      | QB VII                     | Stephen Kelno                    | Mini-series, 2 episodes                          |
| 1974      | The Pallisers              | Earl of Silverbridge             | Recurring role, 7 episodes                       |
| 1974-1975 | David Copperfield          | Steerforth                       | Mini-series, 4 episodes                          |
| 1975      | Herskab og tjenestefolk    | Marquis of Stockbridge           | Recurring role, 3 episodes                       |
| 1976      | The Duchess of Duke Street | Marcus Carrington                | Episode: "Lottie's Boy"                          |
| 1976      | BBC Play of the Month      | Hon. Alan Howard                 | Episode: "French Without Tears"                  |
| 1976      | BBC Play of the Month      | Charles Courtley                 | Episode: "London Assurance"                      |
| 1977      | Wings                      | Lieutenant Walker                | Episode: "The Prisoner's Friend"                 |
| 1977      | The Sunday Drama           | Harry                            | Episode: "A Superstition"                        |
| 1977      | BBC Play of the Month      | Horner                           | Episode: "The Country Wife"                      |
| 1978      | BBC Television Shakespeare | Mercutio                         | Episode: "Romeo og Julie"                        |
| 1979      | Danger UXB                 | Brian Ash                        | Series regular, 13 episodes                      |
| 1981      | The Love Boat              | Tony Selkirk                     | Recurring role, 3 episodes                       |
| 1981      | Brideshead Revisited       | Sebastian Flyte                  | Hovedrolle, 6 episoder                           |
| 1984      | Play for Today             | John Loomis                      | Episode: "Z for Zachariah"                       |
| 1985      | A.D.                       | Nero                             | Mini-series, 5 episodes                          |
| 1988      | American Playhouse         | Johnnie Aysgarth                 | Episode: "Suspicion"                             |
| 1989      | A Fine Romance             | Michael Trent                    | Episode: "Pilot"                                 |
| 1989      | Columbo                    | Elliott Blake                    | Episode: "Columbo Goes to the Guillotine"        |
| 1989      | Nightmare Classics         | Dr. Henry Jekyll/Mr. Edward Hyde | Episode: "Strange Case of Dr Jekyll and Mr Hyde" |
| 1992      | Danielle Steel's Jewels    | William Whitfield                | Mini-series, 2 episodes                          |
| 1992      | Screen Two                 | Christopher Edwardes             | Episode: "The Law Lord"                          |
| 1996      | The Ruth Rendell Mysteries | Luke Crossland                   | Episode: "Heartstones"                           |
| 1996      | Tales from the Crypt       | Jonathan                         | Episode: "About Face"                            |
| 1997      | Screen Two                 | Robin                            | Episode: "Mothertime"                            |
| 2001      | Love in a Cold Climate     | Boy                              | Mini-series, 3 episodes                          |
| 2003      | Cambridge Spies            | King George VI                   | Mini-series, 1 episode                           |
| 2004      | Rosemary & Thyme           | Richard Oakley                   | Episode: "The Invisible Worm"                    |
| 2006      | Agatha Christie's Marple   | Tommy Beresford                  | Episode: "Agatha Christie's Marple"              |
| 2012      | Birdsong                   | Colonel Barclay                  | Mini-series, 1 episode                           |
| 2015      | The Syndicate              | Lord Hazelwood                   | Series regular, 6 episodes                       |
| 2020      | The English Game           | Lord Kinnaird                    | Recurring role, 5 episodes                       |

### Teater
| År   | Titel                       | Rolle              | Scene                                   | Notet                        |
| ---- | --------------------------- | ------------------ | --------------------------------------- | ---------------------------- |
| 1968 | Dragon Variations           | Douglas Blake      | Duke of York's Theatre, London          |                              |
| 1968 | Forty Years On              | Skinner            | Apollo Theatre, London                  |                              |
| 1971 | Romeo og Julie              | Balthasar          | Regent's Park Open Air Theatre, London  | with New Shakespeare Company |
| 1971 | A Midsummer Night's Dream   | Mustardseed        | Regent's Park Open Air Theatre, London  | with New Shakespeare Company |
| 1986 | One of Us                   | Garonway Rees      | Greenwich Theatre, London               |                              |
| 1987 | Coming Into Land            | Neville            | Lyttelton Theatre, London               |                              |
| 1999 | Vertigo                     |                    | Theatre Royal, Windsor                  |                              |
| 2001 | Ghosts                      | Pastor Manders     | Comedy Theatre, London                  |                              |
| 2003 | My Fair Lady                | Henry Higgins      | Drury Lane Theatre, London              |                              |
| 2005 | The Woman in White          | Count Fosco        | Palace Theatre, London                  |                              |
| 2007 | The Letter                  | Howard Joyce       | Wyndham's Theatre, London               |                              |
| 2011 | Bully Boy                   | Major Oscar Hadley | Nuffield Theatre, Southampton           |                              |
| 2012 | A Marvellous Year for Plums | Sir Anthony Eden   | Chichester Festival Theatre, Chichester |                              |